# Myron Avant
Myron Avant (nascido em 26 de abril de 1978), conhecido como Avant, é um cantor americano de R&B.

## Discografia

### Álbuns
- 2000: My Thoughts
- 2002: Ecstasy
- 2003: Private Room
- 2006: Director
- 2008: Avant[1]
- 2013: Face the Music